# تاتیانا زوری
تاتیانا زوری (انگلیسی: Tatiana Zorri؛ زادهٔ ۱۹ اکتبر ۱۹۷۷) یک بازیکن فوتبال اهل ایتالیا است.
از باشگاه‌هایی که او در آن بازی کرده‌است می‌توان به تیم ملی فوتبال زنان ایتالیا اشاره کرد.